# Cessna 175

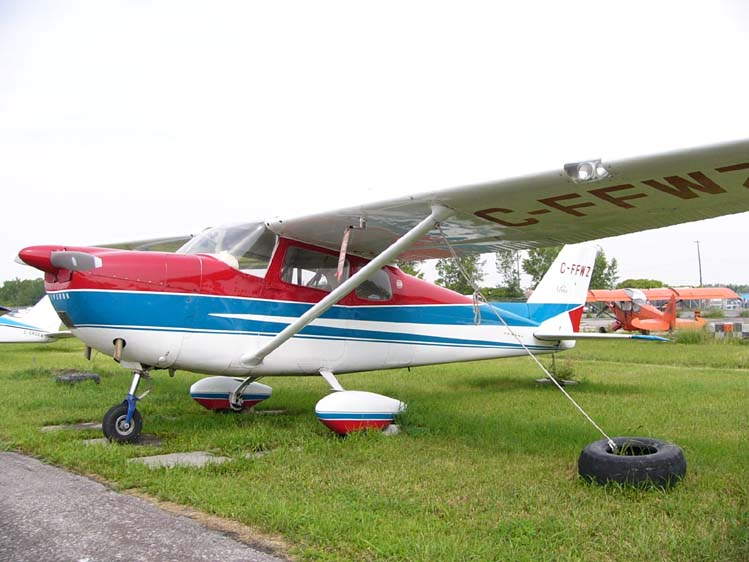
Cessna 175A

Cessna 175 – mały samolot jednosilnikowy, produkowany w latach 1958–1962 przez wytwórnię Cessna. Miał on wypełnić lukę między modelami Cessna 172 i Cessna 182. Charakterystycznym elementem było zastosowanie silnika Continental GO-300 wyposażonego w reduktor co pozwalało na uzyskanie większej mocy z tej samej pojemności silnika, jednak wprowadzało zmiany w sposobie eksploatacji.

## Konstrukcja
Płatowiec Cessny 175 posiada konstrukcję całkowicie metalową, półskorupową wykonaną z aluminium. Poszycie zewnętrzne nitowane jest do wręg i podłużnic. Skrzydła podparte zastrzałem skonstruowano podobnie, nitując poszycie do dźwigarów i żeber. Zastosowano podwozie z kółkiem przednim, podwozie główne wykonano ze stali sprężynującej, podwozie przednie składa się ze sterownego kółka z amortyzatorem olejowym. Płatowiec jest podobny do Cessny 172 na której jest wzorowany, jednak wprowadzono zmiany wymagane większą masą. Najwyraźniejszą różnicą jest wypukłość górnej maski silnika kryjąca reduktor silnika.

### Silnik GO-300
Nietypowym rozwiązaniem Cessny 175 było zastosowanie silnika Continental GO-300 z reduktorem zmniejszającym obroty śmigła. Gdy silnik pracował z prędkością 3200 obr. na minutę, śmigło obracało się 2400 obr. na minutę. Silnik GO-300 stwarzał problemy z niezawodnością, które pogorszyły reputację modelu 175. Złą reputację GO-300 przypisuje się w większości niepoprawnej eksploatacji. Piloci, którzy nie zapoznali się dobrze z Instrukcją Użytkowania w Locie nierzadko używali zbyt niskich obrotów (2300-2700 obr. na minutę), podczas gdy Instrukcja zalecała 2900 obr. dla mocy przelotowej. Niskie obroty utrudniały poprawne chłodzenie jak również powodowały drgania harmoniczne silnika, zbalansowanego dla wyższych obrotów, co powodowało powstawanie luzów prowadzących do usterek.

## Warianty
Przez cztery lata produkcji powstały cztery wersje, którym przypisano kolejne litery alfabetu.
| Nazwa              | Silnik                | Moc                   | Masa maksymalna                                                                                       | Data certyfikacji                              |
| ------------------ | --------------------- | --------------------- | --- | ---------------------------------------------- |
| 175 Skylark        | Continental GO-300A,C | 175 KM przy 3200 obr. | 1065 kg (2350 lb.)                                                                                    | 14 stycznia 1958                               |
| 175A, 175B Skylark | Continental GO-300C,D | 175 KM przy 3200 obr. | 1065 kg (2350 lb.) dla samolotów z podwoziem klasycznym 1111 kg (2450 lb.) dla samolotów na pływakach | 28 sierpnia 1959 – 175A 14 czerwca 1960 – 175B |
| 175C Skylark       | Continental GO-300E   | 175 KM przy 3200 obr. | 1111 kg (2450 lb.)                                                                                    | 18 września 1961                               |